# Temple mormon de Tijuana
Le temple mormon de Tijuana est un temple de l’Église de Jésus-Christ des saints des derniers jours situé à Tijuana, dans l’État de Basse-Californie, au Mexique. Il a été inauguré le 29 avril 2015.